# Catedral de Milão
A Catedral de Milão (em italiano:  Duomo di Milano) é uma catedral católica romana situada na praça central da cidade de Milão, na Lombardia, no norte da Itália. É a sede da Arquidiocese de Milão e uma das mais célebres e complexas edificações em estilo gótico da Europa.

## História e arte
A catedral é imensa, com 157 m de comprimento e 109 m de largura. O interior tem cinco naves com uma altura que chega aos 45 metros, divididas por 40 pilares. Possui um transepto com três naves. O estilo predominante da catedral é o gótico flamejante, relativamente pouco comum na Itália. Tem 325.000 toneladas de mármore vermelho, 96 (estátuas) "gigantes", 135 pináculos, 3.400 estátuas, 55 vitrais, guardiã de tesouros inestimáveis, do primeiro batistério octogonal do cristianismo ao maior órgão da Itália com os seus 15.800 tubos, a Catedral revela-se majestosa, com o seu vertiginoso estilo gótico flamejante, num triunfo de pináculos, pendentes, gárgulas, arcobotantes e abóbadas que se estendem em direção ao céu.

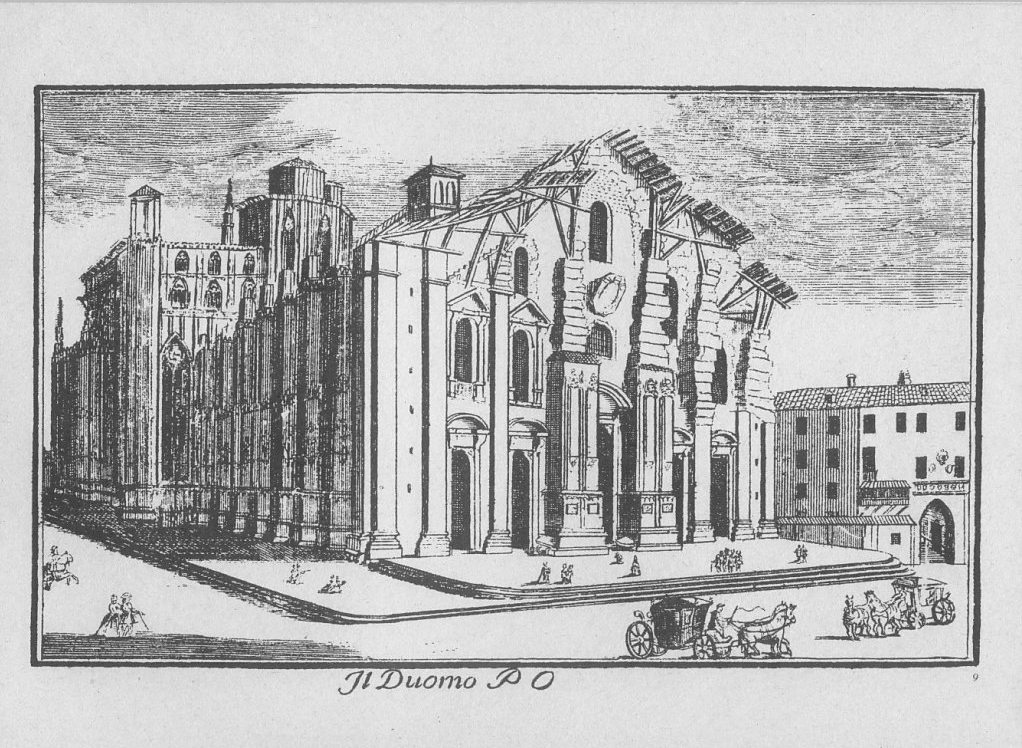
Fachada principal da catedral em meados do século XVIII

A construção do edifício começou em 1386 sob a iniciativa do arcebispo Antonio da Saluzzo, em um estilo gótico tardio de influência francesa e centro-europeia, distinto ao estilo corrente na Itália de então. Os trabalhos foram apoiados pelo senhor da cidade, o duque Gian Galeazzo Visconti, que impulsou a obra através de facilidades fiscais e promoveu o uso do mármore de Candoglia como material de construção. A obra avançou rápido, e em 1418 o altar-mor da catedral foi consagrado pelo Papa Martinho V. Já em meados do século XV a parte leste (abside) da igreja estava completa. A partir desta data, porém, as obras prosseguiram lentamente até fins do século XV.

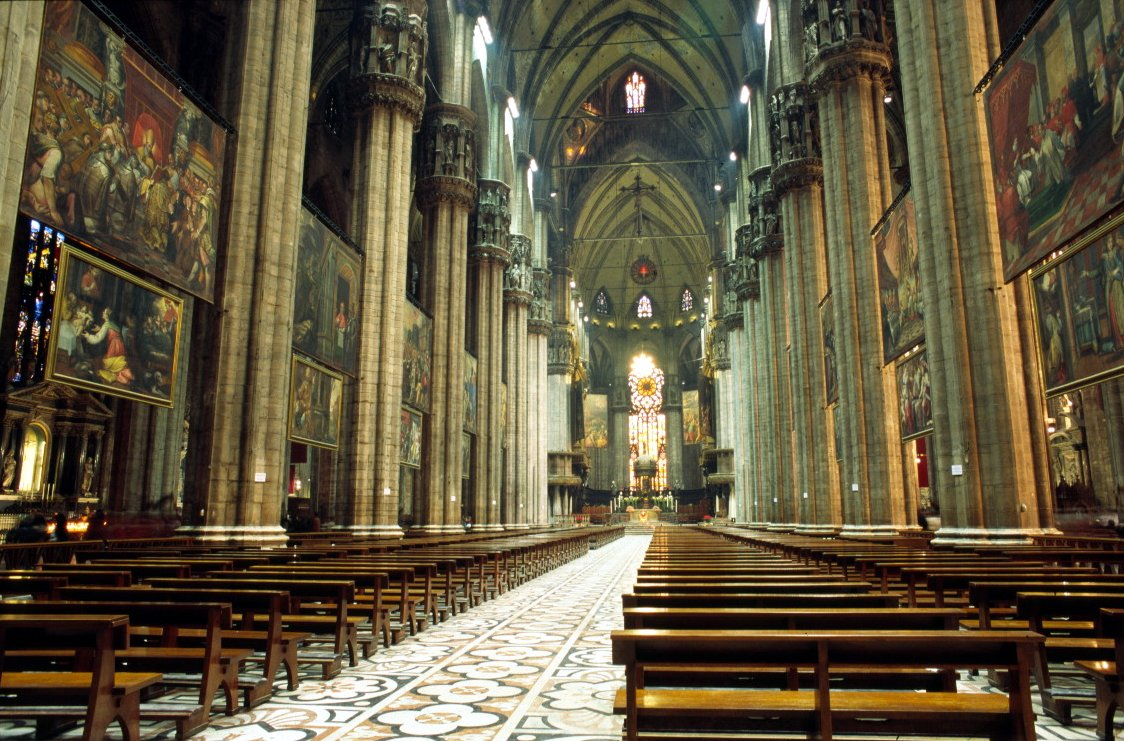
Vista da nave da catedral

Entre 1500 e 1510 a cúpula octagonal do cruzeiro foi completada e o interior foi decorado com várias séries de estátuas. Porém, a fachada oeste do edifício permaneceu ainda inacabada. Em 1577 a catedral foi consagrada novamente pelo arcebispo Carlos Borromeu. Apenas no século XVII foi a fachada construída, em estilo maneirista. Em meados do século XVIII foi completada a parte externa da cúpula, onde foi colocada a estátua da Madoninna.
Em 1805, por iniciativa direta de Napoleão, que havia invadido a Itália, as obras foram recomeçadas. Nessa época a fachada principal e grande parte dos detalhes exteriores, como os pináculos, foi completada em uma mistura de estilos, entre o neogótico e o neobarroco. Apenas em 1813 foi a catedral dada por finalizada, mais de quatrocentos anos após o início das obras. Porém, no século XX, foi julgado necessário trocar as cinco portas da fachada, o que só foi acabado em 1965.
A catedral é atualmente um importante ponto turístico de Milão, e do alto do seu terraço é possível vislumbrar toda a cidade.

## Curiosidades
A catedral gótica, que sempre teve réplicas de metal comercializadas aos turistas, ficou mais famosa após o domingo de 13 de dezembro de 2009, quando Silvio Berlusconi foi atingido com uma réplica do domo. As réplicas da catedral bateram recordes de venda e instantaneamente se esgotaram nas lojas, sendo a maioria dos clientes opositores ao governo do primeiro-ministro. A reprodução de sua forma gótica e pontiaguda, com 136 pontas de mármore, explica a gravidade dos ferimentos ocasionados ao chefe do governo.
Um dos destaques do interior da catedral é a estátua de ouro de Santa Maria Nascente, padroeira de Milão, localizada no santuário principal. Outro ponto notável é o órgão de tubos, que é um dos maiores do mundo, com aproximadamente 15.800 tubos.